# Morgan Aero 8
Morgan Aero 8 – sportowy samochód osobowy klasy grand tourer produkowany przez brytyjską firmę Morgan Motor Company w latach 2001-2010. Dostępny jako 2-drzwiowy roadster. Do napędu użyto silnika V8 BMW o pojemności 4,4 litra. Moc przenoszona była na oś tylną poprzez 6-biegową manualną skrzynię biegów.
Szczególną, limitowaną odmianę tego auta, z nadwoziem typu coupe, stanowi Morgan Aeromax.

## Dane techniczne

### Silnik
- V8 4,4 l (4398 cm³), 4 zawory na cylinder, DOHC
- Układ zasilania: wtrysk
- Średnica cylindra × skok tłoka: 92,00 mm × 82,70 mm
- Stopień sprężania: 10,0:1
- Moc maksymalna: 338 KM (248 kW) przy 6100 obr./min
- Maksymalny moment obrotowy: 450 N•m przy 3600 obr./min

### Osiągi
- Przyspieszenie 0-100 km/h: 4,5 s
- Prędkość maksymalna: 260 km/h
- Średnie zużycie paliwa: 7,9 l / 100 km